# Liste der Nummer-eins-Hits in Deutschland (2002)
Diese Liste enthält alle Nummer-eins-Hits in Deutschland im Jahr 2002. Es gab in diesem Jahr elf Nummer-eins-Singles und 20 Nummer-eins-Alben.
Die Single- und Albumcharts wurden von Media Control wöchentlich zusammengestellt. Sie berücksichtigten die Verkäufe von Montag bis Samstag einer Woche. Offizieller Veröffentlichungstermin war jeweils der Montag zehn Tage nach dem Ende des Wertungszeitraumes.

## Singles
| ← 2001 ← | Liste der Nummer-eins-Hits in Deutschland | Liste der Nummer-eins-Hits in Deutschland | Liste der Nummer-eins-Hits in Deutschland                                                                                                  | 2003 →                    |
| \| Zeitraum \| Wo. ges. \| Interpret \| Titel Autor(en) \| Zusätzliche Informationen \| \| (Zeitraum, Wochen auf Platz eins, Interpret, Titel, Autor[en], zusätzliche Informationen) \| \| \| \| \| \| ----------------------------------------------------------------------------------------- \| -------- \| ------------------------- \| ------------------------------------------------------------------------------------------------------------------------------------------ \| ------------------------- \| \| 17. Dezember 2001 – 27. Januar 2002 6 Wochen \| 6 \| Bro’Sis \| I Believe Alex Jörg Christensen, Peter Könemann, Jens Klein, Clyde Joseph Ward \| – \| \| 28. Januar 2002 – 3. Februar 2002 1 Woche \| 1 \| Enya \| May It Be Musik: Eith Ní Bhraonáin, Nicky Ryan; Text: Roma Shane Ryan \| – \| \| 4. Februar 2002 – 21. April 2002 11 Wochen \| 11 \| Shakira \| Whenever, Wherever Shakira Isabel Mebarak, Gloria M. Estefan, Timothy C. Mitchell \| – \| \| 22. April 2002 – 28. April 2002 1 Woche (insgesamt 3) \| 3 \| Scooter \| Nessaja Musik: Peter Maffay; Text: Rolf Zuckowski \| – \| \| 29. April 2002 – 5. Mai 2002 1 Woche \| 1 \| Mad’House \| Like a Prayer Madonna L. Ciccone, Patrick Raymond Leonard \| – \| \| 6. Mai 2002 – 19. Mai 2002 2 Wochen (insgesamt 3) \| 3 \| Scooter \| Nessaja Musik: Peter Maffay; Text: Rolf Zuckowski \| – \| \| 20. Mai 2002 – 16. Juni 2002 4 Wochen \| 4 \| No Angels \| Something About Us / Like Ice in the Sunshine Thorsten Brötzmann, Alexander Geringas, Vanessa Petruo \| – \| \| 17. Juni 2002 – 18. August 2002 9 Wochen \| 9 \| Eminem \| Without Me Anne Jennifer Dudley, Marshall Mathers, Jeffrey Irwin Bass, Malcolm Robert Andrew McLaren, Trevor Charles Horn, Kevin Dean Bell \| – \| \| 19. August 2002 – 22. September 2002 5 Wochen \| 5 \| Herbert Grönemeyer \| Mensch Herbert Arthur Grönemeyer \| – \| \| 23. September 2002 – 10. November 2002 7 Wochen \| 7 \| Las Ketchup \| The Ketchup Song (Aserejé) Francisco Manuel Ruiz Gomez \| – \| \| 11. November 2002 – 24. November 2002 2 Wochen \| 2 \| Nelly feat. Kelly Rowland \| Dilemma Kenneth Gamble, Bunny Sigler, Cornell Haynes, Antoine L. Macon \| – \| \| 25. November 2002 – 12. Januar 2003 7 Wochen \| 7 \| Die Gerd Show \| Der Steuersong (Las Kanzlern) Francisco Manuel Ruiz Gomez; deutscher Text: Peter Burtz, Elmar Brandt, Michael Kernbach \| – \| |                                           |                                           | |                           |
| ← 2001 |                                           |                                           | | → 2003 →                  |
| Zeitraum | Wo. ges.                                  | Interpret                                 | Titel Autor(en) | Zusätzliche Informationen |
| (Zeitraum, Wochen auf Platz eins, Interpret, Titel, Autor[en], zusätzliche Informationen) |                                           |                                           | |                           |
| 17. Dezember 2001 – 27. Januar 2002 6 Wochen | 6                                         | Bro’Sis                                   | I Believe Alex Jörg Christensen, Peter Könemann, Jens Klein, Clyde Joseph Ward                                                             | –                         |
| 28. Januar 2002 – 3. Februar 2002 1 Woche | 1                                         | Enya                                      | May It Be Musik: Eith Ní Bhraonáin, Nicky Ryan; Text: Roma Shane Ryan                                                                      | –                         |
| 4. Februar 2002 – 21. April 2002 11 Wochen | 11                                        | Shakira                                   | Whenever, Wherever Shakira Isabel Mebarak, Gloria M. Estefan, Timothy C. Mitchell                                                          | –                         |
| 22. April 2002 – 28. April 2002 1 Woche (insgesamt 3) | 3                                         | Scooter                                   | Nessaja Musik: Peter Maffay; Text: Rolf Zuckowski                                                                                          | –                         |
| 29. April 2002 – 5. Mai 2002 1 Woche | 1                                         | Mad’House                                 | Like a Prayer Madonna L. Ciccone, Patrick Raymond Leonard                                                                                  | –                         |
| 6. Mai 2002 – 19. Mai 2002 2 Wochen (insgesamt 3) | 3                                         | Scooter                                   | Nessaja Musik: Peter Maffay; Text: Rolf Zuckowski                                                                                          | –                         |
| 20. Mai 2002 – 16. Juni 2002 4 Wochen | 4                                         | No Angels                                 | Something About Us / Like Ice in the Sunshine Thorsten Brötzmann, Alexander Geringas, Vanessa Petruo                                       | –                         |
| 17. Juni 2002 – 18. August 2002 9 Wochen | 9                                         | Eminem                                    | Without Me Anne Jennifer Dudley, Marshall Mathers, Jeffrey Irwin Bass, Malcolm Robert Andrew McLaren, Trevor Charles Horn, Kevin Dean Bell | –                         |
| 19. August 2002 – 22. September 2002 5 Wochen | 5                                         | Herbert Grönemeyer                        | Mensch Herbert Arthur Grönemeyer | –                         |
| 23. September 2002 – 10. November 2002 7 Wochen | 7                                         | Las Ketchup                               | The Ketchup Song (Aserejé) Francisco Manuel Ruiz Gomez                                                                                     | –                         |
| 11. November 2002 – 24. November 2002 2 Wochen | 2                                         | Nelly feat. Kelly Rowland                 | Dilemma Kenneth Gamble, Bunny Sigler, Cornell Haynes, Antoine L. Macon                                                                     | –                         |
| 25. November 2002 – 12. Januar 2003 7 Wochen | 7                                         | Die Gerd Show                             | Der Steuersong (Las Kanzlern) Francisco Manuel Ruiz Gomez; deutscher Text: Peter Burtz, Elmar Brandt, Michael Kernbach                     | –                         |

## Alben
| ← 2001 ← | Liste der Nummer-eins-Alben in Deutschland | Liste der Nummer-eins-Alben in Deutschland | Liste der Nummer-eins-Alben in Deutschland | 2003 →                    |
| \| Zeitraum \| Wo. ges. \| Interpret \| Titel \| Zusätzliche Informationen \| \| (Zeitraum, Wochen auf Platz eins, Interpret, Titel, zusätzliche Informationen) \| \| \| \| \| \| ------------------------------------------------------------------------------ \| -------- \| --------------------- \| ----------------------------------- \| ------------------------- \| \| 3. Dezember 2001 – 3. Februar 2002 9 Wochen \| 9 \| Robbie Williams \| Swing When You’re Winning \| – \| \| 4. Februar 2002 – 10. Februar 2002 1 Woche \| 1 \| Die Toten Hosen \| Auswärtsspiel \| – \| \| 11. Februar 2002 – 24. Februar 2002 2 Wochen \| 2 \| Bro’Sis \| Never Forget (Where You Come From) \| – \| \| 25. Februar 2002 – 10. März 2002 2 Wochen (insgesamt 4) \| 4 \| Anastacia \| Freak of Nature \| – \| \| 11. März 2002 – 17. März 2002 1 Woche \| 1 \| Alanis Morissette \| Under Rug Swept \| – \| \| 18. März 2002 – 31. März 2002 2 Wochen (insgesamt 4) \| 4 \| Anastacia \| Freak of Nature \| – \| \| 1. April 2002 – 7. April 2002 1 Woche \| 1 \| Modern Talking \| Victory \| – \| \| 8. April 2002 – 28. April 2002 3 Wochen \| 3 \| Xavier Naidoo \| Zwischenspiel – Alles für den Herrn \| – \| \| 29. April 2002 – 12. Mai 2002 2 Wochen \| 2 \| Böhse Onkelz \| Dopamin \| – \| \| 13. Mai 2002 – 26. Mai 2002 2 Wochen \| 2 \| a-ha \| Lifelines \| – \| \| 27. Mai 2002 – 2. Juni 2002 1 Woche \| 1 \| Moby \| 18 \| – \| \| 3. Juni 2002 – 9. Juni 2002 1 Woche \| 1 \| Ronan Keating \| Destination \| – \| \| 10. Juni 2002 – 23. Juni 2002 2 Wochen (insgesamt 3) \| 3 \| Eminem \| The Eminem Show \| – \| \| 24. Juni 2002 – 30. Juni 2002 1 Woche \| 1 \| Korn \| Untouchables \| – \| \| 1. Juli 2002 – 7. Juli 2002 1 Woche (insgesamt 3) \| 3 \| Eminem \| The Eminem Show \| – \| \| 8. Juli 2002 – 21. Juli 2002 2 Wochen \| 2 \| No Angels \| Now … Us! \| – \| \| 22. Juli 2002 – 11. August 2002 3 Wochen \| 3 \| Red Hot Chili Peppers \| By the Way \| – \| \| 12. August 2002 – 8. September 2002 4 Wochen \| 4 \| Bruce Springsteen \| The Rising \| – \| \| 9. September 2002 – 15. September 2002 1 Woche \| 1 \| Coldplay \| A Rush of Blood to the Head \| – \| \| 16. September 2002 – 17. November 2002 9 Wochen (insgesamt 12) \| 12 \| Herbert Grönemeyer \| Mensch \| – \| \| 18. November 2002 – 24. November 2002 1 Woche \| 1 \| Westernhagen \| In den Wahnsinn \| – \| \| 25. November 2002 – 1. Dezember 2002 1 Woche (insgesamt 12) \| 12 \| Herbert Grönemeyer \| Mensch \| – \| \| 2. Dezember 2002 – 15. Dezember 2002 2 Wochen (insgesamt 6) \| 6 \| Robbie Williams \| Escapology \| – \| \| 16. Dezember 2002 – 22. Dezember 2002 1 Woche (insgesamt 12) \| 12 \| Herbert Grönemeyer \| Mensch \| – \| \| 23. Dezember 2002 – 5. Januar 2003 2 Wochen (insgesamt 6) \| 6 \| Robbie Williams \| Escapology \| – \| |                                            |                                            |                                            |                           |
| ← 2001 |                                            |                                            |                                            | → 2003 →                  |
| Zeitraum | Wo. ges.                                   | Interpret                                  | Titel                                      | Zusätzliche Informationen |
| (Zeitraum, Wochen auf Platz eins, Interpret, Titel, zusätzliche Informationen) |                                            |                                            |                                            |                           |
| 3. Dezember 2001 – 3. Februar 2002 9 Wochen | 9                                          | Robbie Williams                            | Swing When You’re Winning                  | –                         |
| 4. Februar 2002 – 10. Februar 2002 1 Woche | 1                                          | Die Toten Hosen                            | Auswärtsspiel                              | –                         |
| 11. Februar 2002 – 24. Februar 2002 2 Wochen | 2                                          | Bro’Sis                                    | Never Forget (Where You Come From)         | –                         |
| 25. Februar 2002 – 10. März 2002 2 Wochen (insgesamt 4) | 4                                          | Anastacia                                  | Freak of Nature                            | –                         |
| 11. März 2002 – 17. März 2002 1 Woche | 1                                          | Alanis Morissette                          | Under Rug Swept                            | –                         |
| 18. März 2002 – 31. März 2002 2 Wochen (insgesamt 4) | 4                                          | Anastacia                                  | Freak of Nature                            | –                         |
| 1. April 2002 – 7. April 2002 1 Woche | 1                                          | Modern Talking                             | Victory                                    | –                         |
| 8. April 2002 – 28. April 2002 3 Wochen | 3                                          | Xavier Naidoo                              | Zwischenspiel – Alles für den Herrn        | –                         |
| 29. April 2002 – 12. Mai 2002 2 Wochen | 2                                          | Böhse Onkelz                               | Dopamin                                    | –                         |
| 13. Mai 2002 – 26. Mai 2002 2 Wochen | 2                                          | a-ha                                       | Lifelines                                  | –                         |
| 27. Mai 2002 – 2. Juni 2002 1 Woche | 1                                          | Moby                                       | 18                                         | –                         |
| 3. Juni 2002 – 9. Juni 2002 1 Woche | 1                                          | Ronan Keating                              | Destination                                | –                         |
| 10. Juni 2002 – 23. Juni 2002 2 Wochen (insgesamt 3) | 3                                          | Eminem                                     | The Eminem Show                            | –                         |
| 24. Juni 2002 – 30. Juni 2002 1 Woche | 1                                          | Korn                                       | Untouchables                               | –                         |
| 1. Juli 2002 – 7. Juli 2002 1 Woche (insgesamt 3) | 3                                          | Eminem                                     | The Eminem Show                            | –                         |
| 8. Juli 2002 – 21. Juli 2002 2 Wochen | 2                                          | No Angels                                  | Now … Us!                                  | –                         |
| 22. Juli 2002 – 11. August 2002 3 Wochen | 3                                          | Red Hot Chili Peppers                      | By the Way                                 | –                         |
| 12. August 2002 – 8. September 2002 4 Wochen | 4                                          | Bruce Springsteen                          | The Rising                                 | –                         |
| 9. September 2002 – 15. September 2002 1 Woche | 1                                          | Coldplay                                   | A Rush of Blood to the Head                | –                         |
| 16. September 2002 – 17. November 2002 9 Wochen (insgesamt 12) | 12                                         | Herbert Grönemeyer                         | Mensch                                     | –                         |
| 18. November 2002 – 24. November 2002 1 Woche | 1                                          | Westernhagen                               | In den Wahnsinn                            | –                         |
| 25. November 2002 – 1. Dezember 2002 1 Woche (insgesamt 12) | 12                                         | Herbert Grönemeyer                         | Mensch                                     | –                         |
| 2. Dezember 2002 – 15. Dezember 2002 2 Wochen (insgesamt 6) | 6                                          | Robbie Williams                            | Escapology                                 | –                         |
| 16. Dezember 2002 – 22. Dezember 2002 1 Woche (insgesamt 12) | 12                                         | Herbert Grönemeyer                         | Mensch                                     | –                         |
| 23. Dezember 2002 – 5. Januar 2003 2 Wochen (insgesamt 6) | 6                                          | Robbie Williams                            | Escapology                                 | –                         |

## Jahreshitparaden
| ← 2001 ← | Liste der Jahres-Nummer-eins-Hits in Deutschland | Liste der Jahres-Nummer-eins-Hits in Deutschland  | Liste der Jahres-Nummer-eins-Hits in Deutschland | 2003 →   |
| \| Singles \| Position# \| Alben \| \| ------------------------------------------------------------------------------------------------------------------------------------------------- \| --------- \| ------------------------------------------------- \| \| The Ketchup Song (Aserejé) Las Ketchup Francisco Manuel Ruiz Gomez \| 1 \| Mensch Herbert Grönemeyer \| \| Whenever, Wherever Shakira Shakira Isabel Mebarak, Gloria M. Estefan, Timothy C. Mitchell \| 2 \| Laundry Service Shakira \| \| Mensch Herbert Grönemeyer Herbert Arthur Grönemeyer \| 3 \| Freak of Nature Anastacia \| \| Without Me Eminem Anne Jennifer Dudley, Marshall Mathers, Jeffrey Irwin Bass, Malcolm Robert Andrew McLaren, Trevor Charles Horn, Kevin Dean Bell \| 4 \| Zwischenspiel – Alles für den Herrn Xavier Naidoo \| \| Der Steuersong (Las Kanzlern) Die Gerd Show Francisco Manuel Ruiz Gomez; deutscher Text: Peter Burtz, Elmar Brandt, Michael Kernbach \| 5 \| Swing When You’re Winning Robbie Williams \| \| Engel Ben feat. Gim Hans Heinrich Wegemund, Alvah Israel \| 6 \| The Eminem Show Eminem \| \| Perdono Tiziano Ferro \| 7 \| Auswärtsspiel Die Toten Hosen \| \| Underneath Your Clothes Shakira Lester A. Mendez, Shakira Isabel Mebarak \| 8 \| By the Way Red Hot Chili Peppers \| \| I.O.I.O. B3 Barry Alan Gibb, Maurice Ernest Gibb \| 9 \| A New Day Has Come Céline Dion \| \| Just More Wonderwall Daniela Förstel \| 10 \| Missundaztood Pink \| |                                                  |                                                   |                                                  |          |
| ← 2001 |                                                  |                                                   |                                                  | → 2003 → |
| Singles | Position#                                        | Alben                                             |                                                  |          |
| The Ketchup Song (Aserejé) Las Ketchup Francisco Manuel Ruiz Gomez | 1                                                | Mensch Herbert Grönemeyer                         |                                                  |          |
| Whenever, Wherever Shakira Shakira Isabel Mebarak, Gloria M. Estefan, Timothy C. Mitchell | 2                                                | Laundry Service Shakira                           |                                                  |          |
| Mensch Herbert Grönemeyer Herbert Arthur Grönemeyer | 3                                                | Freak of Nature Anastacia                         |                                                  |          |
| Without Me Eminem Anne Jennifer Dudley, Marshall Mathers, Jeffrey Irwin Bass, Malcolm Robert Andrew McLaren, Trevor Charles Horn, Kevin Dean Bell | 4                                                | Zwischenspiel – Alles für den Herrn Xavier Naidoo |                                                  |          |
| Der Steuersong (Las Kanzlern) Die Gerd Show Francisco Manuel Ruiz Gomez; deutscher Text: Peter Burtz, Elmar Brandt, Michael Kernbach | 5                                                | Swing When You’re Winning Robbie Williams         |                                                  |          |
| Engel Ben feat. Gim Hans Heinrich Wegemund, Alvah Israel | 6                                                | The Eminem Show Eminem                            |                                                  |          |
| Perdono Tiziano Ferro | 7                                                | Auswärtsspiel Die Toten Hosen                     |                                                  |          |
| Underneath Your Clothes Shakira Lester A. Mendez, Shakira Isabel Mebarak | 8                                                | By the Way Red Hot Chili Peppers                  |                                                  |          |
| I.O.I.O. B3 Barry Alan Gibb, Maurice Ernest Gibb | 9                                                | A New Day Has Come Céline Dion                    |                                                  |          |
| Just More Wonderwall Daniela Förstel | 10                                               | Missundaztood Pink                                |                                                  |          |